# شینوبو اوتا
شینوبو اوتا (به ژاپنی: 太田 忍؛ زادهٔ ۲۸ دسامبر ۱۹۹۳) ورزشکار مرد در رشته‌های کشتی فرنگی و رزمی ترکیبی اهل ژاپن است. شینوبو اوتا برندهٔ مدال نقره المپیک ۲۰۱۶ ریو، قهرمان کشتی جهان در سال ۲۰۱۹ و برندهٔ مدال طلای بازی‌های آسیایی ۲۰۱۸ جاکارتا است. او همچنین در هنرهای رزمی ترکیبی فعالیت کرده و در سال ۲۰۲۰ به تورنمنت مسابقات رایزن پیوست.

## المپیک ۲۰۱۶ ریو
اوتا در سال ۲۰۱۶ میلادی در المپیک ریو در وزن ۵۹ کیلو حاضر بود که حمید سوریان از ایران، المت کبیسپایف از قزاقستان، استیک اندرو برگ از نروژ و روشن بایراموف از آذربایجان را شکست داد و به مرحله فینال رسید. در مرحله نهایی از اسماعیل بوررو کوبایی شکست خورد و به مدال نقره رسید.

## مسابقات قهرمانی کشتی جهان ۲۰۱۹
اوتا در وزن ۶۳ کیلوگرم کشتی فرنگی مسابقات قهرمانی کشتی جهان ۲۰۱۹ نورسلطان حاضر بود که ماکسیم نهودا از بلاروس، تینار شارشنبکوف از قرقیزستان و المت کبیسپایف از قزاقستان را شکست داد و به فینال رسید. وی در فینال استپان ماریانیان از روسیه را شکست داد و مدال طلا وزن ۶۳ کیلوگرم را به دست آورد.